# Peripsychoda gregsoni
Peripsychoda gregsoni är en tvåvingeart som först beskrevs av Tonnoir 1953.  Peripsychoda gregsoni ingår i släktet Peripsychoda och familjen fjärilsmyggor. Inga underarter finns listade i Catalogue of Life.